# 安赫尔·埃斯皮诺萨
安赫尔·埃斯皮诺萨（西班牙語：Ángel Espinosa，1966年10月2日—2017年4月12日），古巴男子拳击运动员。他曾代表古巴参加1987年泛美运动会拳击比赛，获得一枚金牌。他也曾参加1992年夏季奥林匹克运动会。